# Robert Behnken
Robert Louis Behnken, detto Bob (Creve Coeur, 28 luglio 1970), è un ex astronauta e ufficiale statunitense.
È stato selezionato dalla NASA come astronauta nel 2000 e ha partecipato a due missioni spaziali Shuttle di breve durata a bordo della Stazione spaziale internazionale (ISS) nel 2008 e 2010. A agosto 2020 ha concluso la missione di collaudo SpaceX Demo 2 del veicolo commerciale Crew Dragon insieme a Douglas Hurley, come comandante delle operazioni congiunte.

## Formazione e carriera militare
Dopo le scuole superiori ha conseguito un bachelor's degree nel 1992 alla Washington University, un master's degree nel 1993 al California Institute of Technology ed un PhD nel 1997, tutti in ingegneria meccanica. Ha compiuto ricerche in controlli non lineari, con una tesi centrata sulla stabilizzazione di uno stallo e nella gestione dei sovraccarichi nel flusso dei compressori assiali. Durante gli anni accademici ha sviluppato ed implementato algoritmi per dei manipolatori robotici. Conclusi gli studi è entrato nell'Aviazione statunitense attraverso Air Force Reserve Officer Training Corps (ROTC), prendendo servizio nella base di Eglin, in Florida, come ingegnere e tecnico per nuovi sistemi di munizioni. In seguito ha partecipato al corso di Ingegnere collaudatore nella Air Force Test Pilot School alla base Edwards in California, venendo poi assegnato all'F-22 Combined Test Force, come capo ingegnere collaudatore e special projects test director. Il colonnello al 2019 è ancora in servizio all'Aeronautica. Ha accumulato più di 1500 ore di volo su più di 25 diversi aeromobili, tra cui l'F-15 Eagle e il F-16 Fighting Falcon.

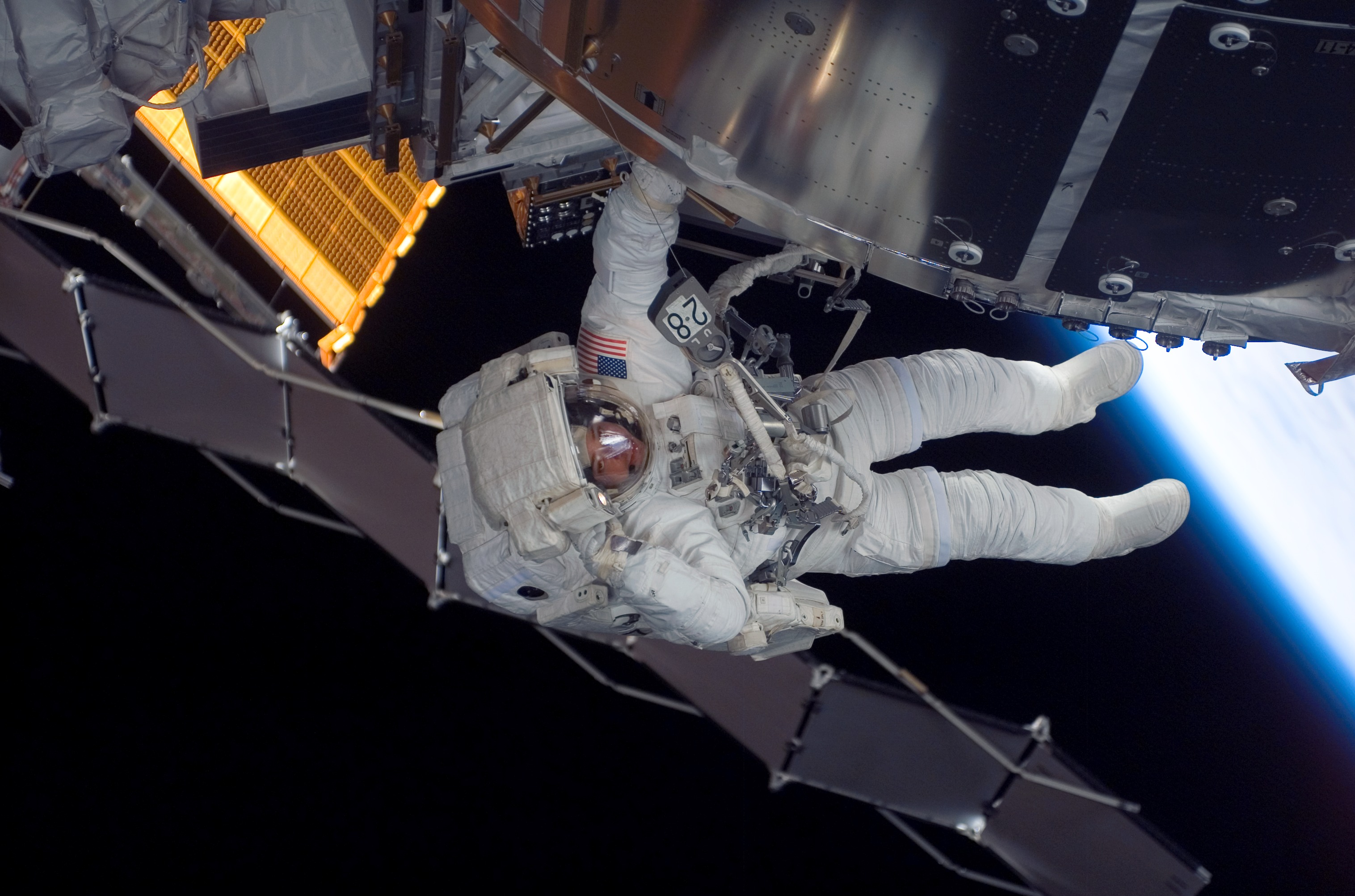
Behnken durante la terza passeggiata spaziale nella missione STS-123

## Carriera NASA
Nel luglio 2000 è stato selezionato come astronauta del Gruppo 18 della NASA, iniziando l'addestramento il mese successivo. Dopo i 18 mesi di addestramento e valutazione è stato assegnato a compiti tecnici nel Dipartimento delle operazioni Shuttle dell'Ufficio Astronauti per il supporto delle operazioni di lancio ed atterraggio al Kennedy Space Center in Florida. Mentre era a Terra ha lavorato anche nel Dipartimento Esplorativo come Capo delle Operazioni della Stazione Spaziale, e tra il 2012 e il 2015 come Capo astronauta della NASA. In quest'ultimo ruolo era responsabile degli assegnazioni ai voli spaziali degli astronauti NASA, preparazione delle missioni, supporto agli equipaggi in orbita sulla ISS e l'organizzazione dell'Ufficio in supporto dei futuri lanci dei veicoli. Il 3 agosto 2018 Behnken è stato assegnato alla missione SpaceX Demo 2 insieme a Douglas Hurley.

### STS-123
È partito per la sua prima missione spaziale l'11 marzo 2008 a bordo dello Space Shuttle Endeavour in qualità di Specialista di missione dell'STS-123, contribuendo all'installazione del modulo ELM-PS del JEM e del braccio robotico canadese Dextre sulla ISS durante tre attività extraveicolari. È tornato sulla Terra 15 giorni dopo, atterrando sulla Pista 15 del NASA Shuttle Landing Facility.

### STS-130
È tornato nello spazio l’8 febbraio 2010 per la missione STS-130, consegnando e installando il Nodo 3 Tranquillity e la Cupola alla Stazione Spaziale. Durante i 13 giorni di missione ha manovrato il braccio robotico Canadarm2 e svolto tutte le tre EVA della missione con Nicholas Patrick, accumulando 37 ore e 33 minuti all'esterno di un veicolo spaziale.

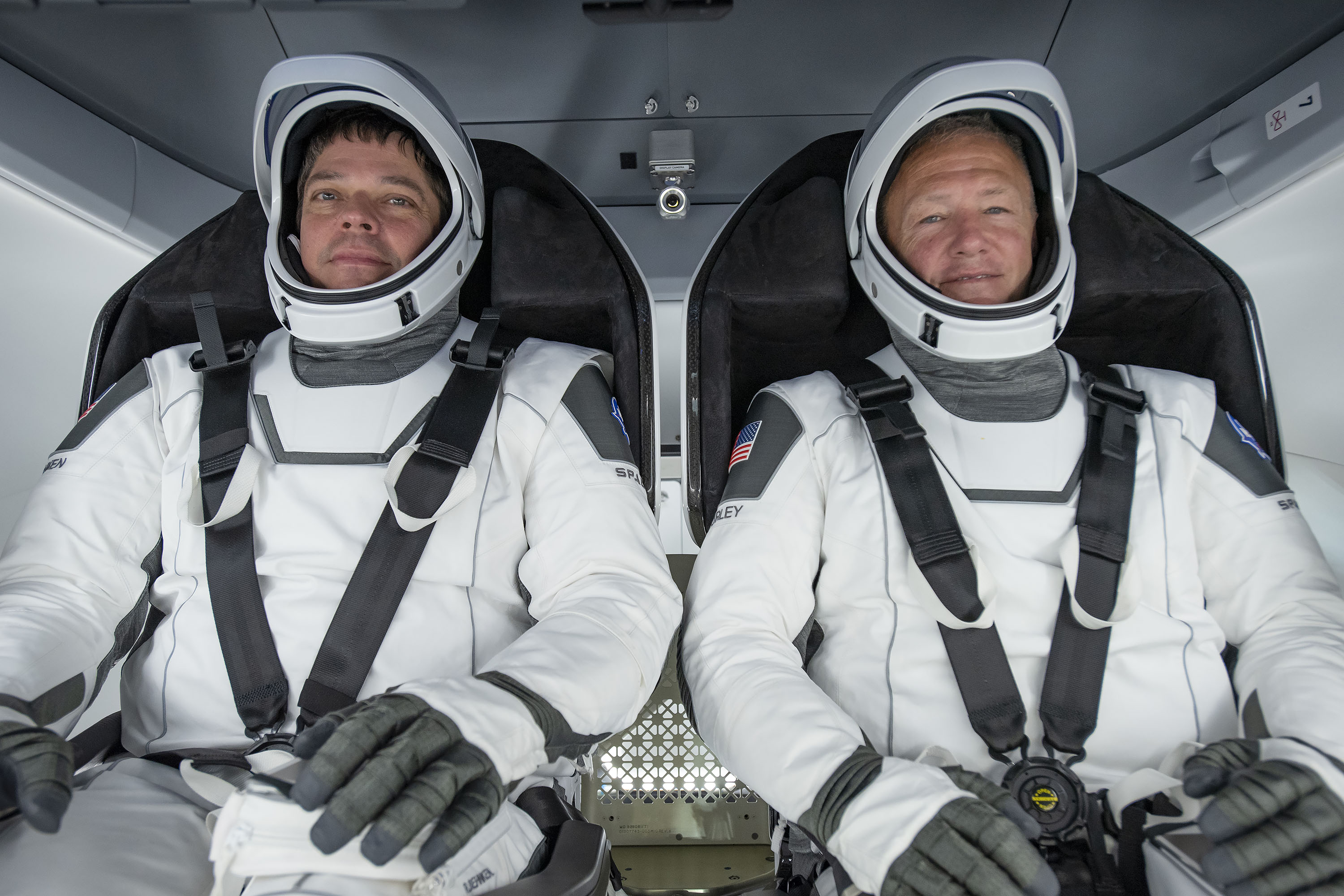
Behnken (sinistra) e Hurley dentro la Crew Dragon al Kennedy Space Center

### SpaceX Demo 2
Il 9 luglio 2015 la NASA l'ha selezionato insieme a Douglas Hurley, Sunita Williams e Eric Boe come astronauta che si sarebbe addestrato e avrebbe aiutato nella progettazione delle nuove navicelle commerciali con equipaggio, la Dragon 2 di SpaceX e la CST-100 Starliner di Boeing. Il 3 agosto 2018 è stato assegnato come comandante delle operazioni congiunte della missione SpaceX Demo 2 insieme a Douglas Hurley, con partenza inizialmente prevista per il 27 maggio 2020 poi posticipata al 30 maggio per meteo avverso. Come comandante delle operazioni congiunte era responsabile del veicolo e del suo equipaggio durante le operazioni di avvicinamento, attracco, lo sgancio del veicolo con la ISS e durante tutta la permanenza sulla Stazione. Il giorno successivo è attraccato alla ISS dove ad attenderlo erano presenti l'astronauta NASA Chris Cassidy e i cosmonauti di Roscosmos Anatolij Ivanišin e Ivan Vagner dell'Expedition 63. Durante i 62 giorni di permanenza in orbita, ha testato i sistemi della Crew Dragon, svolto attività scientifica e manutenzione della ISS, in particolare durante le quattro attività extraveicolari svolte in collaborazione con Cassidy. Il 1º agosto si è sganciato dalla Stazione Spaziale Internazionale per fare ritorno sulla Terra. L'entrata in atmosfera e l'ammaraggio nel Golfo del Messico è avvenuto con successo il giorno successivo.

## Vita privata
È sposato con l'astronauta della NASA Megan McArthur e ha un figlio. Nel tempo libero gli piace trascorrere del tempo con la propria famiglia, andare in bici, sciare e viaggiare.

## Galleria d'immagini

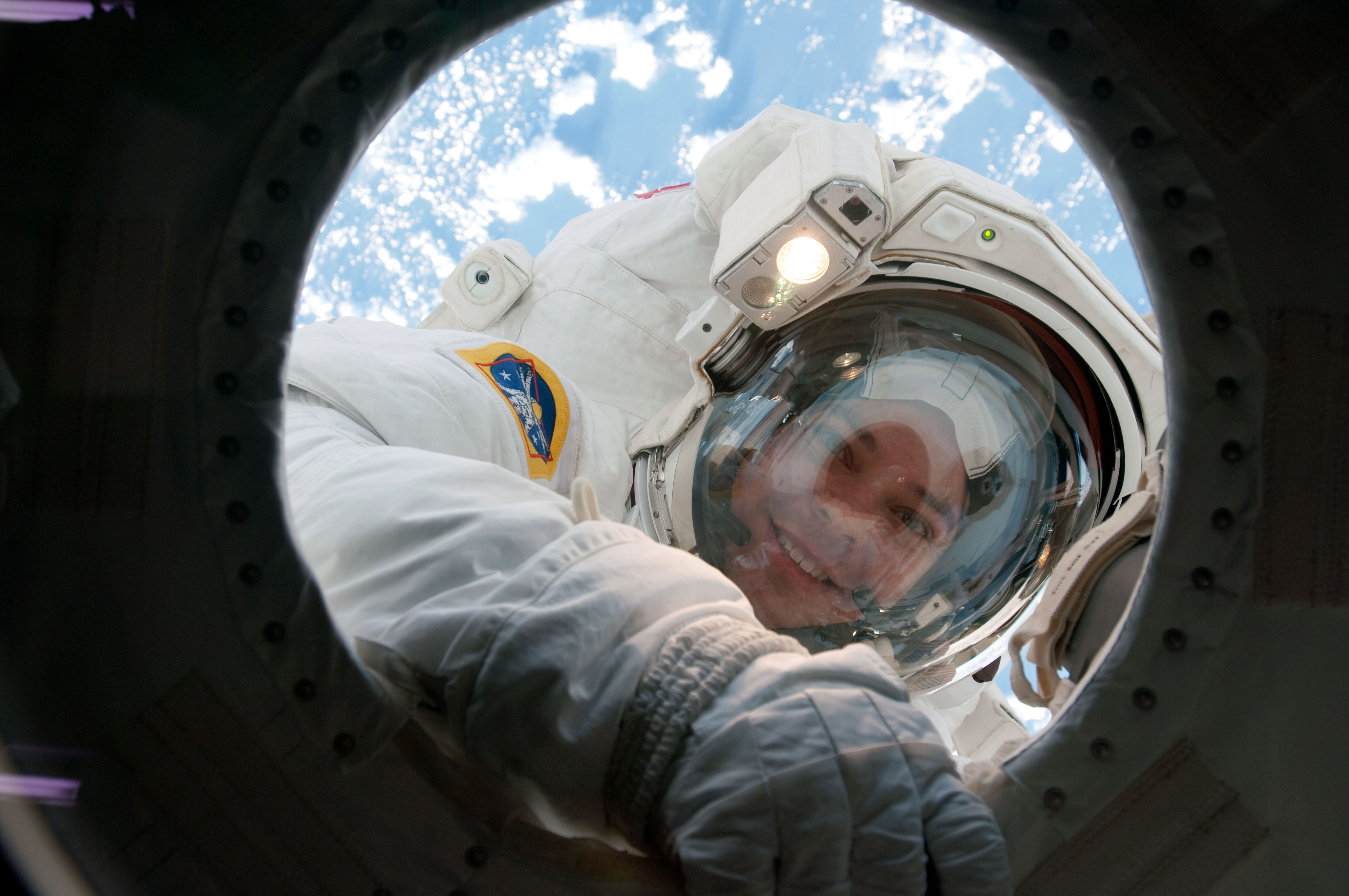
Behnken durante la seconda EVA dell'STS-130
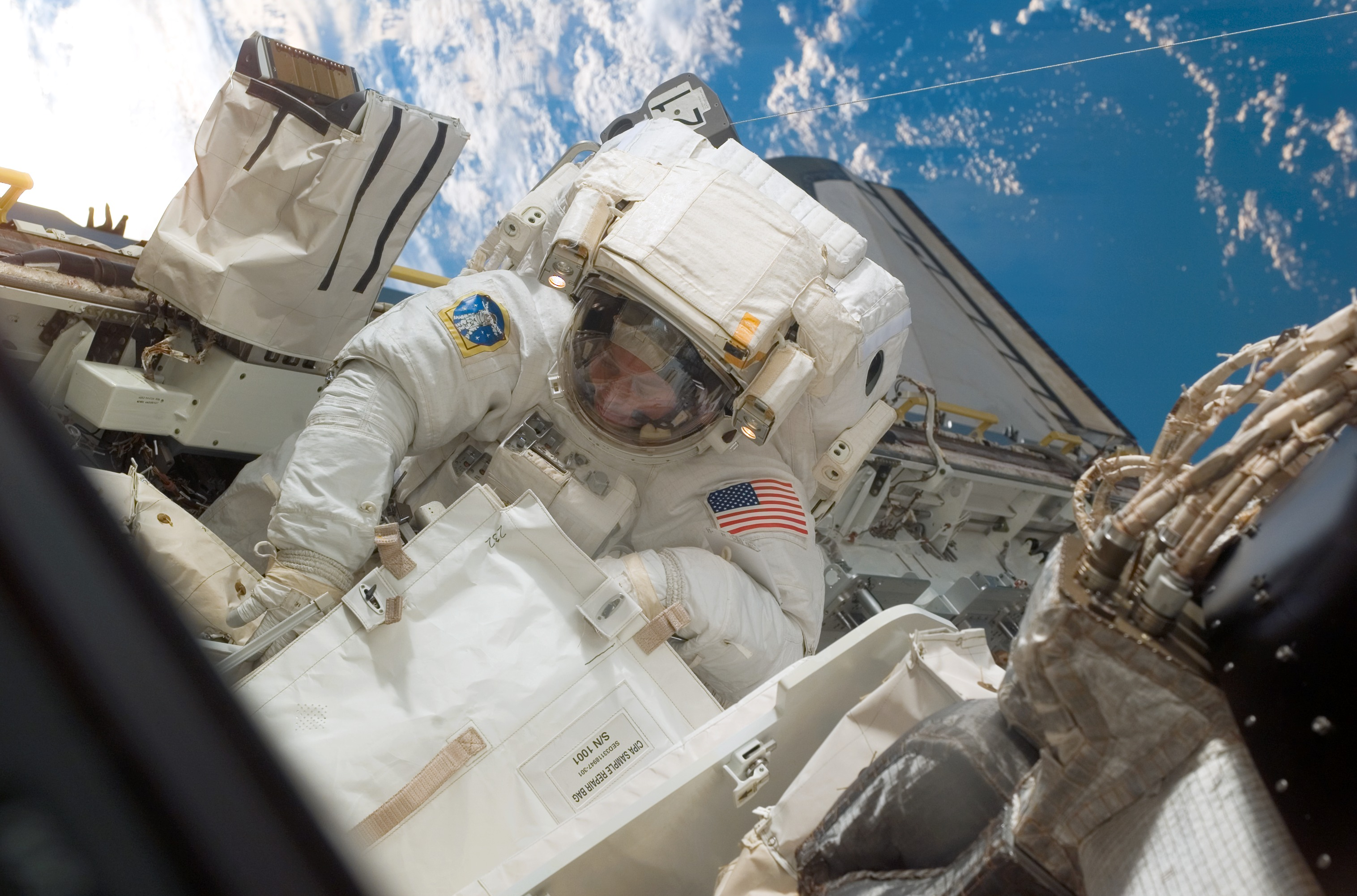
Behnken durante la quarta passeggiata spaziale nella missione STS-123
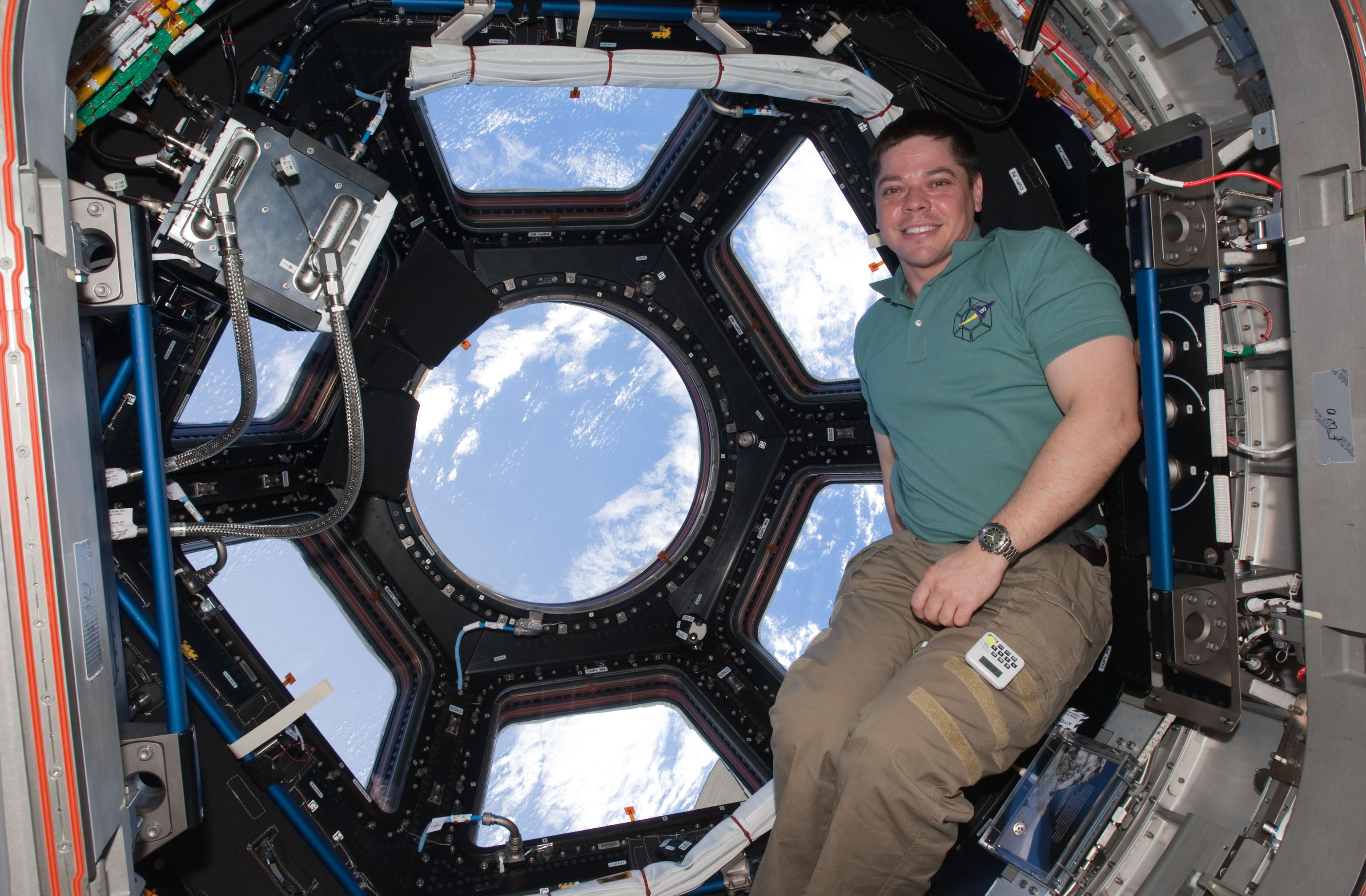
Behnken davanti alla Cupola appena installata durante l'STS-130
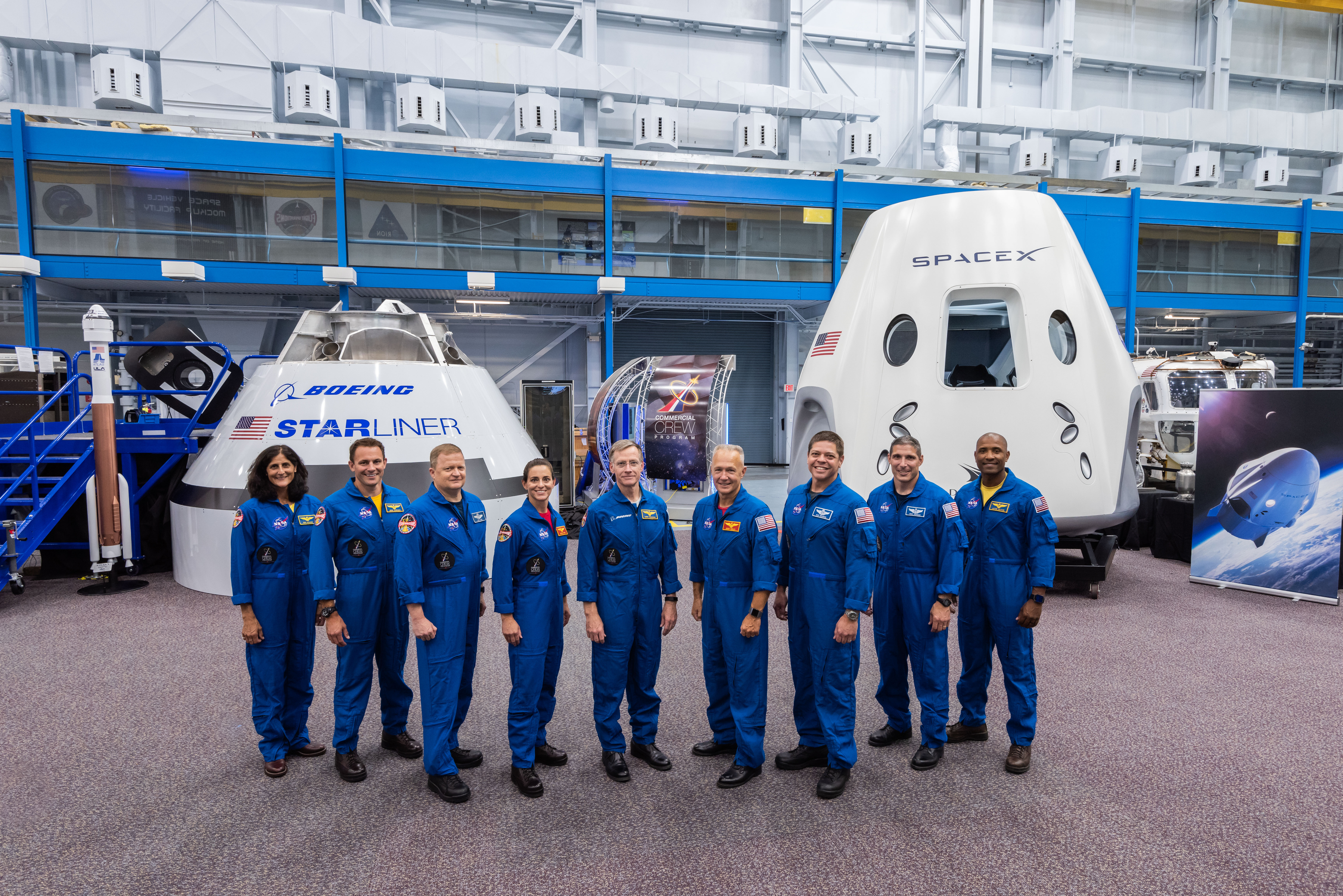
I primi astronauti statunitensi che voleranno su veicoli spaziali commerciali di fabbricazione americana da e verso la Stazione Spaziale Internazionale, fronte ai modelli Boeing CST-100 Starliner e SpaceX Crew Dragon al Johnson Space Center della NASA a Houston, Texas. Gli astronauti sono, da sinistra a destra: Sunita Williams, Josh Cassada, Eric Boe, Nicole Aunapu Mann, Christopher Ferguson, Douglas Hurley, Robert Behnken, Michael Hopkins e Victor Glover.
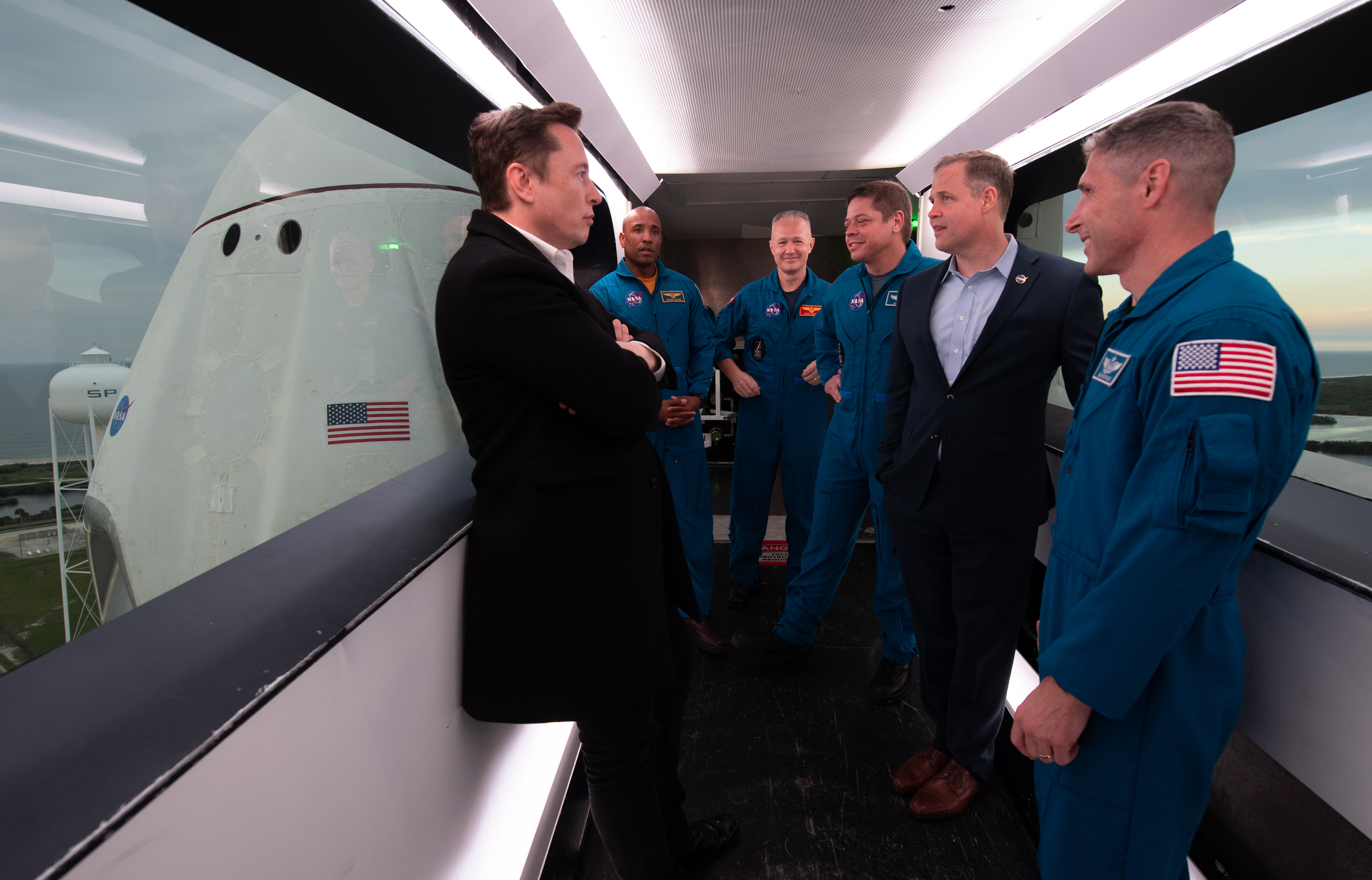
L'amministratore delegato e CTO della SpaceX Elon Musk  a sinistra, gli astronauti della NASA Victor Glover, Douglas Hurley, Robert Behnken, l'amministratore della NASA Jim Bridenstine e l'astronauta della NASA Michael Hopkins sono visti all'interno del braccio di accesso all'equipaggio alla navicella spaziale Crew Dragon della SpaceX visibile dietro di loro durante un tour del Complesso di Lancio 39A prima del lancio della missione Demo-1,
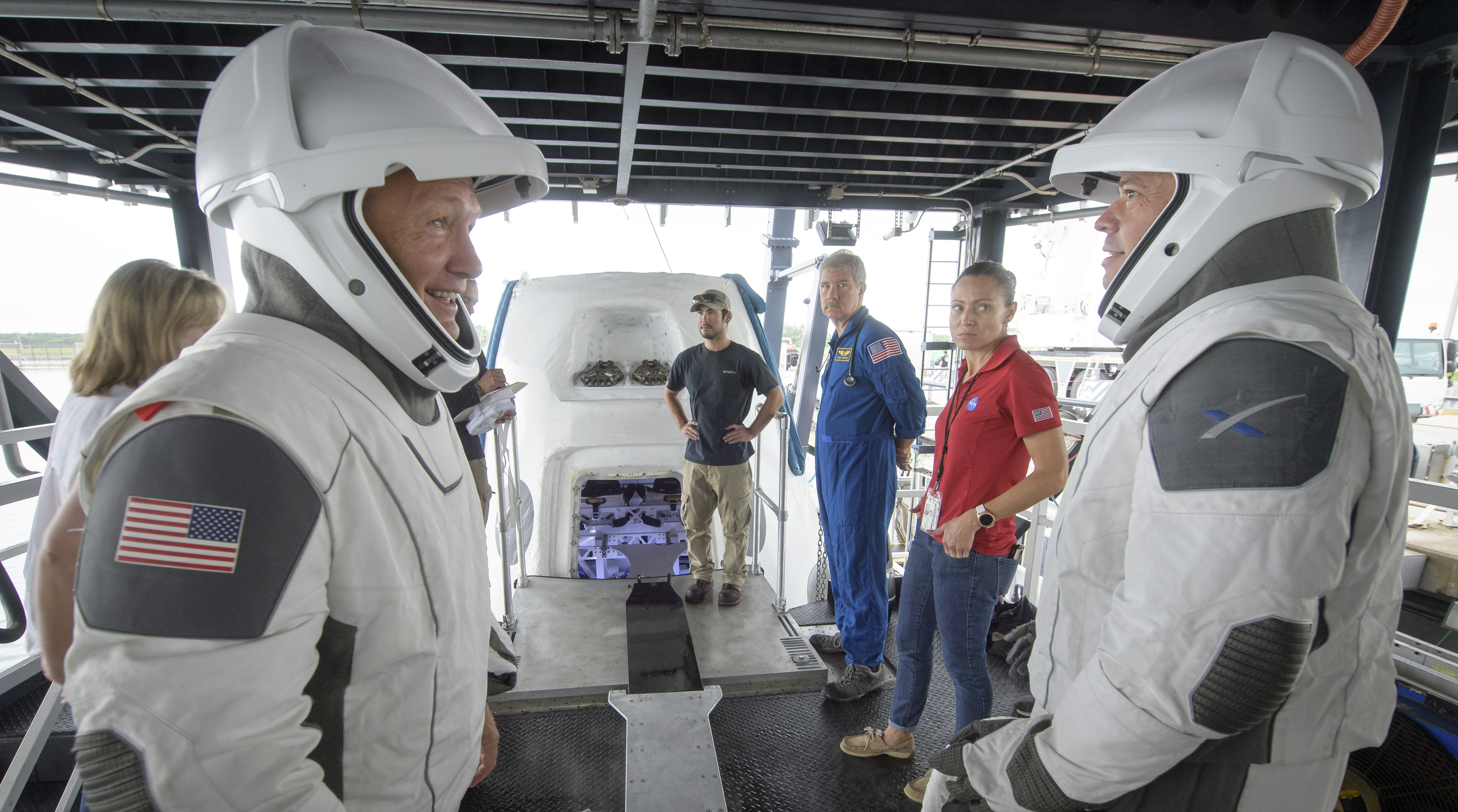
Il 13 agosto 2019, la NASA presso il Trident Basin di Cape Canaveral, in Florida, gli astronauti Douglas Hurley, sono partiti e Robert Behnken lavorano con il team della NASA e di SpaceX per provare l'estrazione dell'equipaggio dal Crew Dragon di SpaceX a bordo della nave Go Searcher, che sarà utilizzata per trasportare gli umani sulla Stazione spaziale internazionale.
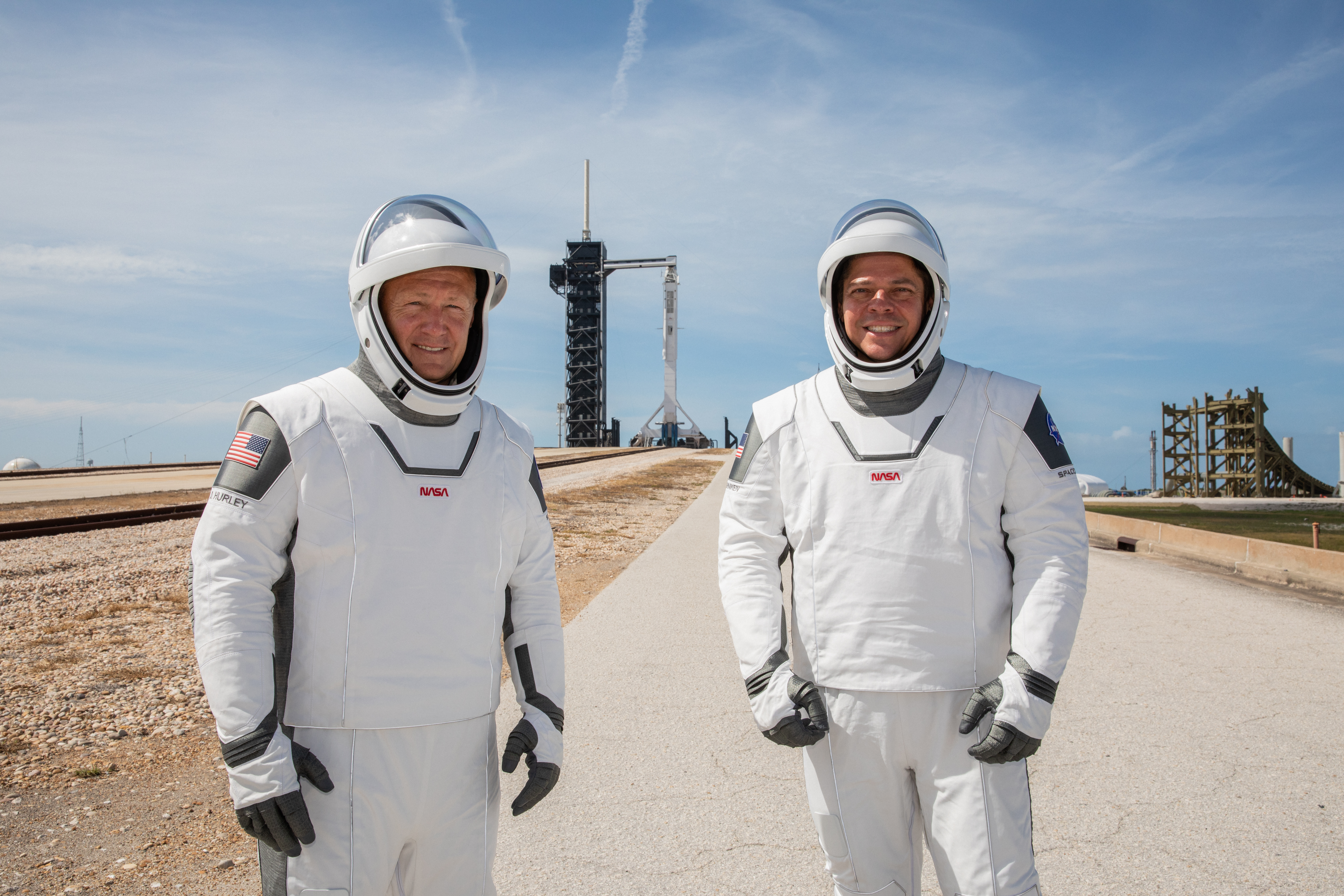
Gli astronauti della NASA Douglas Hurley (a sinistra) e Robert Behnken (a destra) con alle spalle il Falcon 9 con la navetta Crew Dragon installata in cima, sul Pad di Lancio 39A
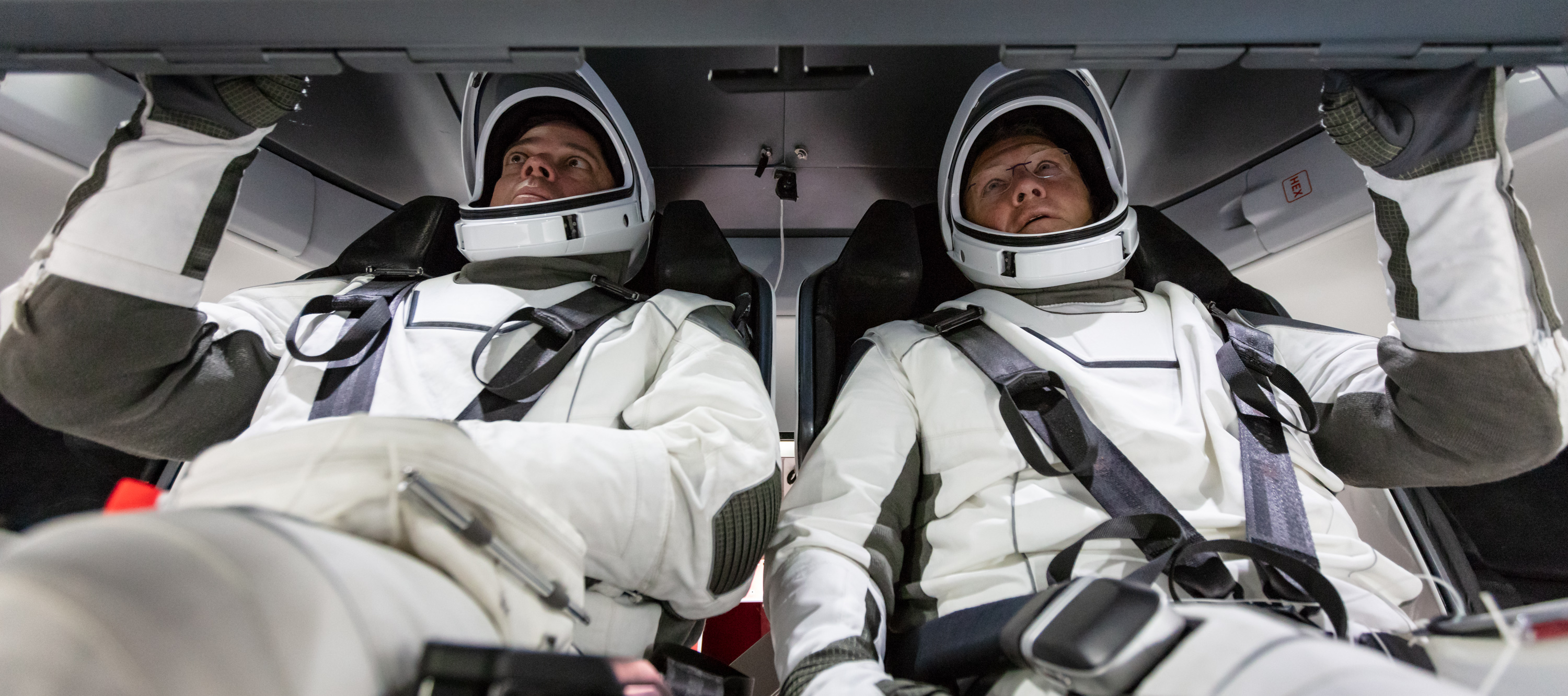
Gli astronauti della NASA Doug Hurley e Bob Behnken a bordo della Crew Dragon di SpaceX, l'astronave che li trasporterà alla Stazione Spaziale Internazionale come parte del Programma di equipaggio commerciale della NASA.
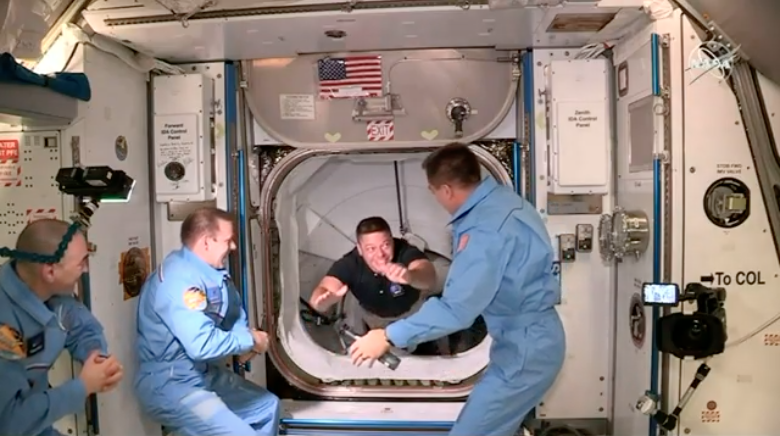
Robert Behnken entra nella Stazione Spaziale Internazionale, con Anatoli Ivanishin, Ivan Vagner e Christopher Cassidy ad accoglierlo. Schermata della copertura live della NASA dell'attracco di SpaceX Crew Dragon Demo 2 con la Stazione Spaziale Internazionale domenica mattina EDT, 31 maggio 2020
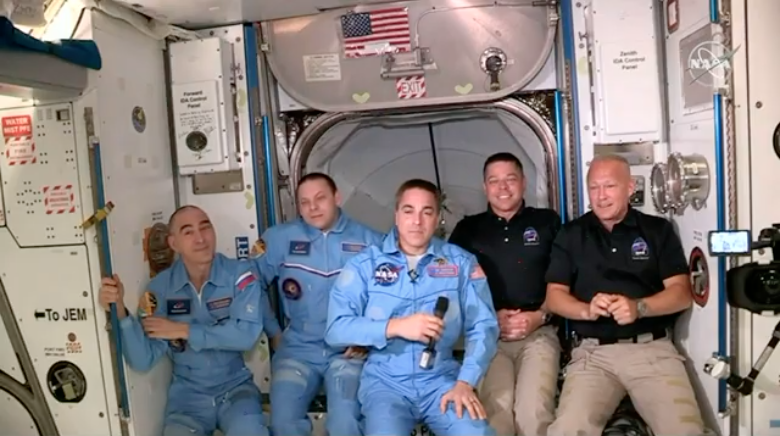
Anatoli Ivanishin, Ivan Vagner e Christopher Cassidy (a sinistra) danno il benvenuto a Robert Behnken e Douglas Hurley alla Stazione Spaziale Internazionale. Schermata della copertura live della NASA dell'attracco di SpaceX Crew Dragon Demo 2 con la Stazione Spaziale Internazionale domenica mattina EDT, 31 maggio 2020